# Graf Althanns Reneklode

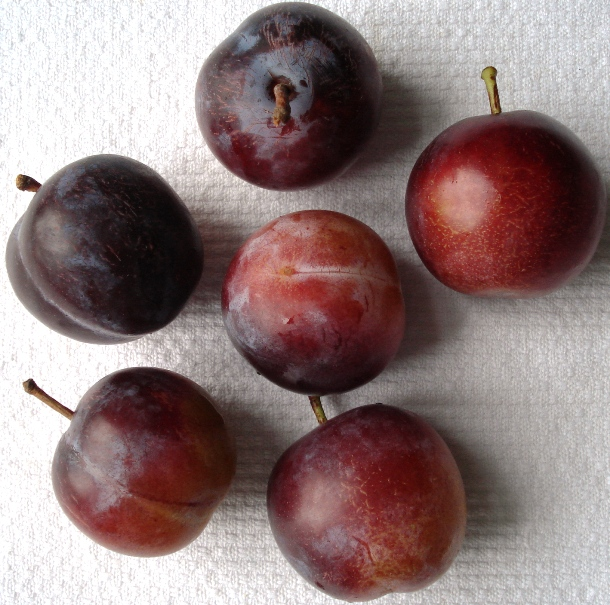
Früchte von 'Graf Althanns Reneklode'

Graf Althanns Reneklode (auch Althanns Reneklode) ist eine Sorte der Reneklode (Prunus domestica subsp. rotunda).
Graf Althanns Reneklode wurde zwischen 1850 und 1860 in der Herrschaft Swoyschitz im Bezirk Kolin in Böhmen von dem Gärtner J. Procházka als Sämling der Großen Grünen Reneklode gezogen und nach Graf Michael Joseph von Althann, dem Besitzer der Herrschaft Swoyschitz/Svojšice, benannt.
Die Mitte August bis Anfang September reifenden, runden, rotvioletten und bereiften Früchte erreichen eine Größe bis ca. 4,5 cm. Das gelbe Fruchtfleisch ist süß, wohlschmeckend und löst sich gut vom Stein. Die Früchte werden entweder frisch verzehrt, konserviert oder zu Kompott gekocht.
Der selbststerile Baum ist starkwüchsig mit sparrigen Ästen und bildet breite Kronen.
Die Sorte ist weit verbreitet, wird meist in Hausgärten angebaut, findet sich jedoch häufig direkt vermarktet auf Märkten.